# ヤクザと目つきの悪い女刑事の話
『ヤクザと目つきの悪い女刑事の話』（ヤクザとめつきのわるいおんなけいじのはなし）は、晴十ナツメグによる日本の漫画作品。略称は、「ヤク目」。2019年7月より作者のTwitterや『ジャンプルーキー!』で連載している。2020年5月にYouTubeにてアニメ化された。YouTubeのチャンネルを立ち上げてから5ヶ月でチャンネル登録数が20万人を突破し、合計再生回数が3000万回を超えた。2019年7月には『チェイサーゲーム』とコラボ漫画が発表された。単行本は電子書籍限定で100ページに満たない薄い本がナンバーナインより刊行されており、2020年9月現在で既刊5巻＋番外編3巻。2021年5月には商業漫画コミックス版がKADOKAWAから刊行された。

## あらすじ
日本最大勢力のヤクザ・土蜘蛛の若頭・轟蛍一とマル暴の女刑事・蟻ヶ谷雪は、お互いにいがみあっていたが、実は互いに好意を寄せていた。
ある日、ヤクザの抗争が起こり、雪は轟を捕まえるため乗り込んできた。だが、雪は轟から思わぬ告白を受けてしまう。

## 登場人物

### 主人公
蟻ヶ谷 雪（）
声 - 伊菜（二代目）
本作の主人公。マル暴の女刑事。階級は警部。両親を事故で亡くしたが、兄（雪楽）と二人で暮らしてい。高校時代に悪い同級生に誘われたカラオケボックスで男に絡まれているところを、轟に助けられて（カラオケボックスが土蜘蛛の経営店）、それ以来 轟に意識し始めた。 上述の過去から兄に武術を習った。刑事になった際も皆が嫌がる「土蜘蛛」担当に自ら志願した。好物はタピオカ。
轟 蛍一（）
声 - 荒川
本作のもう一人の主人公。反社会組織「土蜘蛛」の若頭。女刑事・蟻ヶ谷に日々追われているが、彼女に惚れている。ヤクザと刑事という関係から「好き」という気持ちを伝えられずにいる。蟻ヶ谷を見ると「好き!」と心の中で叫んでしまう癖がある。タピオカ屋、焼肉屋、相席居酒屋など店舗経営を幾つもこなす実業家であり、入れ墨は入れない、違法薬物には手を出さないインテリ系ヤクザ。本気になるとつい博多弁が出てしまう。好物は甘いものとデトックスウォーター。

### 関係者
蟻ヶ谷 雪楽（）
声 - 西山 はるか
銃器薬物対策課所属の刑事で雪の兄。刑事になると決めた妹のことを心配して自らも刑事になる。武術では、圧倒的な強さを誇り反社会勢力に対してやりすぎた贖罪を与える。頭は良くないが非常に前向きで明るい。雪との生活のため働くも、上司のハラスメント等を見かけては殴ってしまいクビになっている。その後、生活のためと反社会組織にも入ったこともあり、抜ける代償として右人差し指を失っている。轟をヤクザと知らず、雪と仲が良いことで打ち解け合っていたが、ある出来事で土蜘蛛の若頭だと分かってからは、距離を置いている。好物は牛乳とアンパン。
虻江（）
声 - 西山はるか
反社会組織「土蜘蛛」に所属する。轟の右腕。高学歴で轟からの仕事も難なくこなすことが出来る。轟の事を尊敬していて、彼と共にヤクザになった。蟻ヶ谷には轟を取られたくないという嫉妬心がある。好物はレモンスカッシュ。
薄葉 蜉蝣（）
声 - イリエイオ
銃器薬物対策課所属の警部補。いざという時に備えて力を発揮する為に普段は無表情であり会話速度もスローになっているが、敵を欺く為に色仕掛けをすることがある。蟻ヶ谷兄妹のことを蟻ヶ谷兄（アニ）と蟻ヶ谷妹（イモ）と呼んでいる。勤務が不規則のため、なにより睡眠時間を欲しがる。好物はエナジードリンク。
螽斯 民貴（）
声 - 西山はるか
反社会組織「土蜘蛛」に所属する新米ヤクザ。関西弁で明るい性格。YouTuberもこなしており、シノギと再生数稼ぎのため悪戦苦闘の日々を送っている。薄葉に好意を抱いている。
百足 警視（）
声 - 瀬綾ひかる
マル暴の女刑事。蟻ヶ谷雪の上司。ロシア人とのハーフで既婚者。ドS気質で巨乳の持ち主。

### YouTubeの動画のアニメの出演
天の声（）
声 - ちんやく（二代目）
YouTubeの動画のナレーション。
丸山ゴンザレス（）
声 - 丸山ゴンザレス
YouTubeのコラボ動画で出演。ジャーナリストで轟の知人という設定。

## 書誌情報
- 晴十ナツメグ『ヤクザと目つきの悪い女刑事の話』KADOKAWA〈角川コミックス・エース〉、既刊2巻（2022年10月25日現在）
  1. 2021年5月14日発売[3]、ISBN 978-4-04-111491-9
  2. 2022年10月25日発売[6]、ISBN 978-4-04-113035-3

## YouTubeの動画（アニメ）
2020年5月にYouTubeチャンネルにてアニメ化されていて、内容は原作とオリジナル半分ずつになっている。オリジナルは轟やその暴力団である土蜘蛛の関わる事件や轟が巻き込まれるマナーが悪さをして暴れるDQN達を叩き潰す話になっているがそこでも蟻ヶ谷が来て、事件を解決をして、また蟻ヶ谷に惚れてしまう轟であった。コラボの話で女子力高めな獅子原くん（原作：相舞みー）、変態エルフと真面目オーク（原作：友吉）、ホシを捕らえろ！（原作：ウエマツ七司）などとのコラボの話がある。ここではジャーナリストの丸山ゴンザレスが本人として出演している。
キャストに関しては未発表だが、開始から蟻ヶ谷雪を担当していた声優が、喉の不調から降板することになった際には、他の声優からの応援メッセージ、ユーザーから寄せ書き企画で多くのメッセージが寄せられた。
開始から天の声を担当していた声優が2022年4月公開の動画をもって卒業。現在は二代目として ちんやくが担当。
2023年6月10日に公式YouTubeチャンネルでアニメ動画の定期更新の終了を発表した。今後はショート動画の投稿のみとなり、案件動画やコラボのオファーがあった時のみ新たな動画を投稿するとのこと。
2024年2月から公式YouTubeチャンネルでアニメ動画の定期更新を再開することになった。